# Kunio Yanagita

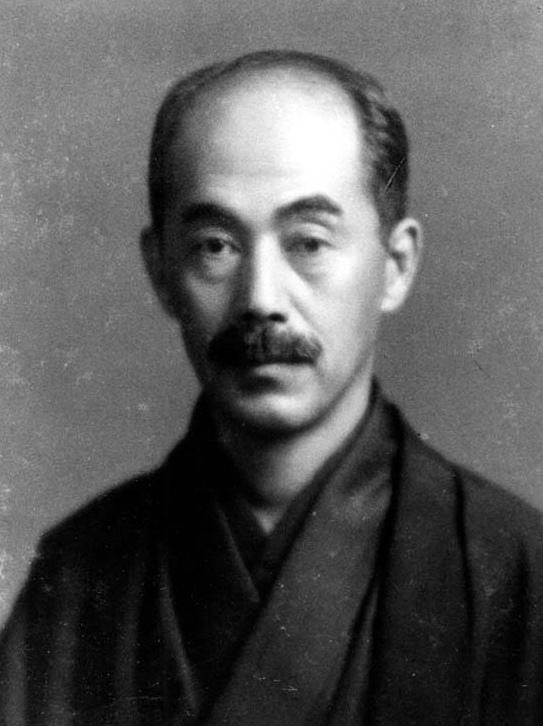
Kunio Yanagita

Kunio Yanagita (jap. 柳田 國男 Yanagita/Yanagida Kunio) (ur. 31 lipca 1875 w prefekturze Hyōgo, zm. 8 sierpnia 1962) – japoński etnolog i badacz folkloru.

## Życiorys
Po ukończeniu studiów na Tokijskim Uniwersytecie Cesarskim pracował w Ministerstwie Rolnictwa i Handlu.
Podczas podróży po Japonii zbierał i zapisywał różne podania i legendy. Miał duży wpływ na rozwój dziedziny badań nad duchami i potworami pochodzącymi z folkloru japońskiego.
W 1940 roku otrzymał Nagrodę Asahi. Był siostrzeńcem gubernatora generalnego Tajwanu gen. Sadayoshiego Andō.

## Dzieła
- Jidai no nōsei (Epoka i polityka rolna)
- Tōno monogatari (Opowieści z Tōno)
- Kainan shōki (Mała kronika z mórz południowych)

Ta ostatnia pozycja jest dziełem etnograficznym, w którym opisał swoją podróż na Okinawę, zwracając uwagę na trwanie starej kultury i ludu wyspiarskiego, od którego można wywodzić genealogię Japończyków.